# Warden Pass
Warden Pass är ett bergspass i Antarktis. Det ligger i Östantarktis. Argentina och Storbritannien gör anspråk på området. Warden Pass ligger 1 000 meter över havet.
Terrängen runt Warden Pass är huvudsakligen kuperad, men norrut är den platt. Trakten är obefolkad. Det finns inga samhällen i närheten. 